# The Perfect Fool
The Perfect Fool op. 39 ist eine einaktige Oper für Soli, Chor und Orchester von Gustav Holst.

## Entstehung
Ende Sommer 1919 beendete Holst die Arbeit am Libretto von The Perfect Fool.  In der Oper persifliert Holst die Opern von Claude Debussy, Giuseppe Verdi sowie Richard Wagners Parsifal; einige Ideen zu The Perfect Fool stammten aus Holsts zuvor für das Morley College entstandener Oper Opera as She is Wrote.
Vorher hatte er seine Schülerin Jane Joseph angefragt, doch ist unklar, ob sie mit der Arbeit am Libretto angefangen hat. Holsts Freund, der Autor Clifford Bax, lehnte die Bitte mit der Begründung ab, dass er nicht im Stande war, den Stoff so amüsant zu finden wie Holst. Weitere abschließende Arbeiten am Libretto unternahm Holst im August 1920 in der Quarr Abbey auf der Isle of Wight. Im weiteren Verlauf des Sommers folgte ein erster Entwurf sowie im nächsten Jahr eine erste Version der Musik.
Nach einer studentischen Aufführung der Ballettmusik von The Perfect Fool Anfang Dezember 1921 am Royal College of Music folgte deren öffentliche Uraufführung in einem Konzert in der Queen’s Hall unter Albert Coates und der Royal Philharmonic Society.
Im Oktober 1922 erstellte Holst aus dem Entwurf der Oper mit der Hilfe von Nora Day, Vally Lasker und Jane Joseph eine komplette Partitur.
The Perfect Fool wurde am 14. Mai 1923 im Royal Opera House, Covent Garden unter Eugene Goossens und der British National Opera Company uraufgeführt. Wegen eines USA-Aufenthaltes war Holst nicht in der Lage, an der Uraufführung teilzunehmen.

## Handlung
Die Oper beginnt mit einem Ballett der Geister von Feuer, Wasser, Erde und Luft.
Eine Mutter befindet sich mit ihrem Sohn, einem Tor, auf dem Weg zum Palast der Prinzessin. Auf der Wanderschaft murmelt die Mutter eine alte Prophezeiung vor sich hin, ihr Sohn werde mit seinem Blick eine Braut gewinnen, mit einem Blick den Feind töten und mit einem einzigen Wort erreichen, wozu kein Mann vorher im Stande war.
Im Palast der Prinzessin, die auf der Suche nach einem Mann ist, versucht auch ein alter, runzeliger Zauberer sein Glück. Mit einem Zaubertrank will er jung und schön aussehen, doch tauscht die Mutter des Tors den Zaubertrank gegen Quellwasser aus. Die Prinzessin hat inzwischen ein Auge auf den Tor geworfen.
Nun zaubert der alte Zauberer einen Wald herbei und lässt ihn in Flammen aufgehen. Mit einem einzigen Blick kann der Tor den Brand jedoch löschen. Der Zauberer ist verblüfft und gibt auf. Die Prinzessin ist inzwischen noch mehr beeindruckt vom Tor und fragt diesen, ob er sie zur Frau nehmen möchte. Dieser bringt nun fertig, was vorher kein Mann geschafft, indem er den Blick abwendet und „Nein!“ sagt.

## Wirkung
Die Oper stieß bei Publikum und Kritik der satirisch angelegten Handlung wegen auf ein geteiltes Echo. So schrieb der Musical News & Herald, Holst mache eine exzellente Unterhaltung daraus, aus der Handlung sowie deren Details ein Geheimnis zu machen.
Ein Musikmagazin druckte zu seiner Rezension der Oper ein Foto von Holst mit der Überschrift „The Perfect Fool“ ab. Holst-Biograf Michael Short vermutet in diesem Zusammenhang, dass Holst mit The Perfect Fool möglicherweise sein Verhältnis zur Gattung der Oper darstellen wollte.

## Orchester
Die Orchesterbesetzung der Oper enthält die folgenden Instrumente:
- Holzbläser: Piccoloflöte, zwei Flöten, zwei Oboen, Englischhorn, zwei Klarinetten, Bassklarinette, zwei Fagotte, Kontrafagott
- Blechbläser: vier Hörner, zwei Trompeten, drei Posaunen, Tuba
- Pauken, Schlagzeug (zwei Spieler)
- Xylophon
- Celesta
- Harfe
- Streicher
- Bühnenmusik: vier Trompeten, Trommel